# 刁云
刁云（?—?），十六国西燕慕容永时尚书令。
刁云初任武卫将军。386年，西燕自长安西迁，途中屡有叛乱。段随杀害皇帝慕容冲。西燕仆射慕容恒、尚书慕容永杀掉段随，立宜都王慕容桓的儿子慕容顗为燕王。慕容恒的弟弟慕容韬在临晋杀掉慕容顗。慕容永与刁云率兵攻打慕容韬，慕容韬兵败，依附慕容恒。慕容恒立慕容冲的儿子慕容瑶为帝。慕容永杀掉慕容瑶，立慕容泓的儿子慕容忠为帝，慕容忠任命慕容永为太尉，暂任尚书令，封为河东公。刁云等人旋即杀掉了慕容忠，推举慕容永为使持节、大都督中外诸军事、大将军、大单于以及雍、秦、梁、凉四州牧，录尚书事，河东王，向后燕称藩。慕容永称帝后，以刁云为尚书令。
393年十一月，后燕慕容垂率大军七万人来犯，刁云与车骑将军慕容钟率兵五万据守潞川应敌，西燕军屡败。394年，刁云、慕容钟等被后燕的进攻气势所震慑，率领部众投降了后燕。慕容永杀死了他们的妻子儿女。后燕灭西燕，杀慕容永，投降的刁云也被后燕杀死。